# Lightning GT

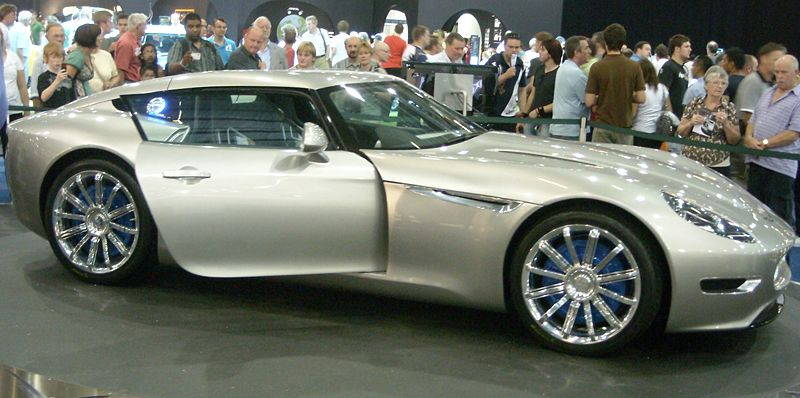
Lightning GT

Lightning GT este cel mai rapid si mai puternic automobil electric din lume (2008).

## Date tehnice
Este propulsat de 2 motoare electrice sincrone montate în spate cu o putere totală de 330 kW (400 CP). Viteza maximă este de peste 300 km/h, accelerarea de la 0 la 100 km/h în circa 4 secunde. Greutate este sub 1.400 kg. Caroseria e din fibră de carbon, iar șasiul din aluminiu structură fagure.
Folosește doi acumulatori litiu-ion titanat de 22 Kwh produși de Altair Nanotechnologies din Reno, Nevada. Reincărcare este de 12h de la prize obișnuite. Distanța cu o incărcare este circa 402 Km (250 Mile) iar consumul energetic e 9,67 kWh/100 km.